# Albert Strivay
Albert Strivay (Boncelles, 11 juli 1915 - Seraing, 10 augustus 2005) was een Belgisch senator.

## Levensloop
Strivay was getrouwd met Claire Defechereux. Hij werd onderwijzer en tegelijk ook landbouwer.
Voor de Liberale Partij werd hij in 1947 gemeenteraadslid en schepen van Boncelles.
Van 1965 tot 1974 zetelde hij voor de PLP in de Senaat als rechtstreeks gekozen senator voor het arrondissement Luik.